# Uroptychus rubrovittatus
Uroptychus rubrovittatus is een tienpotigensoort uit de familie van de Chirostylidae. De wetenschappelijke naam van de soort is voor het eerst geldig gepubliceerd in 1881 door A. Milne Edwards.